# Adriaen Thomasz. Key

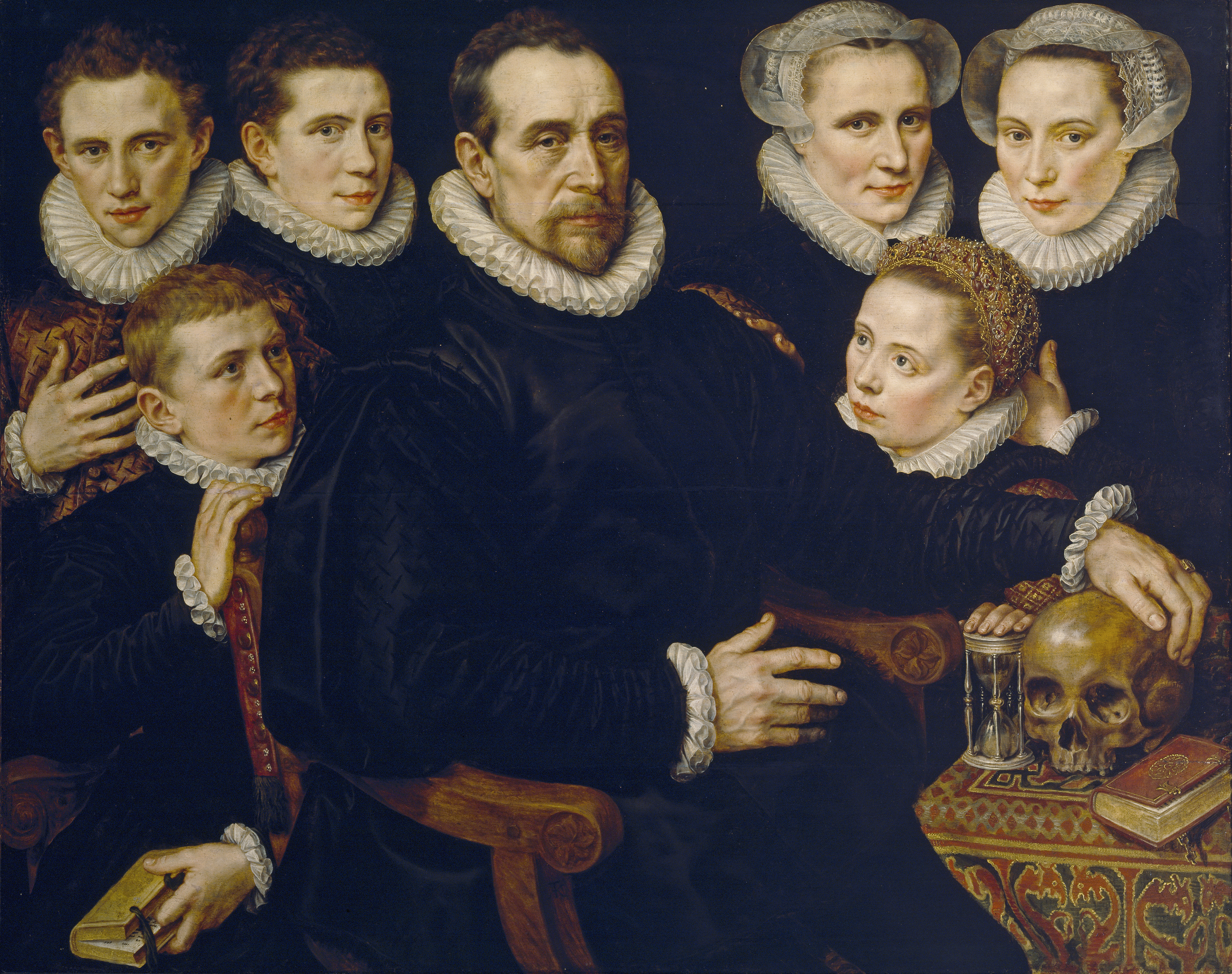
Retrato de familia, óleo sobre tabla, 91 × 115 cm, firmado «ATK 1583», Museo del Prado, Madrid.

Adriaen Thomasz. Key (Amberes, c. 1545-después de 1589) fue un pintor renacentista flamenco especializado en la pintura de retratos y retablos para las iglesias de su ciudad natal.

## Biografía
Nacido probablemente en Amberes y hacia 1545, se inició en la pintura con el maestro vidriero Jan Hack III. Posteriormente fue discípulo y colaborador de Willem Key, prestigioso retratista sin relación de parentesco. A la muerte de este, en 1568, se inscribió como maestro en el gremio de San Lucas, colocándose al frente de su taller, a la vez que adoptó su apellido. Aunque de religión calvinista, tras el saqueo de Amberes de 1585 por las tropas españolas, Key permaneció en su ciudad natal, donde se documenta por última vez en el año registral 1588-1589.
Su estilo pictórico, que apenas iba a evolucionar con el paso de los años, evidencia esa estrecha vinculación con el arte de Willem Key tanto en sus retratos, de medio cuerpo y en posición de tres cuartos sobre fondo neutro, como en sus obras religiosas, lo que explica las vacilaciones existentes con algunas atribuciones. Entre los retratos, con los que iba a alcanzar mayor fama, cabe mencionar el del príncipe de Orange, Guillermo I el Taciturno, del que existen tres versiones consideradas copias de un original perdido y autógrafas las tres en el Rijksmuseum de Ámsterdam, el Mauritshuis de La Haya y el Museo Thyssen-Bornemisza de Madrid, este fechado en 1579, o el Retrato de familia del Museo del Prado, severo retrato grupal de un padre con sus seis hijos, tres varones y tres mujeres vestidos todos de riguroso negro y agrupados a derecha e izquierda del padre, que apoya su mano izquierda sobre una calavera en tanto la menor de las hijas lo hace sobre un reloj de arena, aludiendo así a la fugacidad de la vida, motivado quizá por el fallecimiento de la madre ausente, conjugando de este modo el retrato de grupo con la pintura de Vanitas tan del gusto flamenco.
Tras las destrucciones iconoclastas de la beeldenstorm protagonizada por turbas calvinistas en Amberes en 1566, Key contribuyó, a pesar de su propia fe calvinista, al nuevo engalanamiento de las iglesias por encargo de las congregaciones religiosas o de burgueses y aristócratas locales, en algún caso vinculados con España. Su pintura de asunto religioso, con motivos tomados de la historia sagrada en un estilo caracterizado como romanista, se vio influida por Frans Floris y muy especialmente por Michiel Coxcie, de quien llegó a copiar La muerte de Abel del Museo del Prado en su Caín y Abel, firmado, de la colección Zanchi de Suiza. También firmadas están las tablas de la Última cena, reversos de las tablas laterales del Tríptico del Calvario con la familia de Gillis de Smidt y Maria Deckere, pintado en 1575 para el altar mayor de la iglesia de los franciscanos de Amberes, del que únicamente se conservan en el Museo Real de Bellas Artes de Amberes esas tablas laterales con la familia de los donantes en los anversos. Los rostros fuertemente individualizados y caracterizados de los apóstoles en esas tablas guardan estrecha relación con el verismo de sus retratos y contrastan con el más idealizado rostro de Cristo repetido en la cabeza del Cristo crucificado en el Calvario que fue de la colección Gerstenmaier, de la que pasó por legado testamentario al Museo de Bellas Artes de Valencia.
A partir de esas pocas obras firmadas y fechadas se le han podido atribuir algunas otras, como las tablas de un retablo ahora en el Louvre cuya tabla central, perdida, representaba la fiesta de Pentecostés. El retablo fue un encargo hecho probablemente a Willen de Key poco antes de su muerte por Antonio del Río, rico comerciante de Amberes y consejero de Felipe II, señor de Cledael y Aerstelaer, para altar de su iglesia de Aerstelaer conforme a lo declarado en su testamento, en 1584. A juzgar por la edad aparente de los niños, debió de ser pintado ya por Adriaen Thomasz. Key en 1569 o 1570 e instalado en su iglesia en este año, aunque permanecería poco tiempo en ella pues, debido a los disturbios protestantes y al levantamiento contra los españoles, en 1584 la iglesia estaba en ruinas y del Río se había trasladado a Lisboa llevando con él su tríptico, legado en su testamento a las Trinitarias de Burgos. Sustraído por el general Armagnac durante la Guerra de la Independencia española, llegó al Louvre en 1878 como obra de Antonio Moro, recortadas y ocultas las escenas evangélicas del fondo, que han sido parcialmente recuperadas tras su restauración en 1977/1979. Son también las puertas con los retratos de los donantes y sus santos patronos, Martín Pérez de Barros con san Martín y Catalina Pérez con santa Catalina, lo que se conserva en el Museo Lázaro Galdiano de un tríptico de la Asunción que los comitentes, establecidos en Flandes, regalaron en 1586 a la parroquial de Santa María de Orduña (Vizcaya), donde permaneció hasta su venta en 1904.